# Некіт
Некіт (рум. Nechit) — село у повіті Нямц в Румунії. Входить до складу комуни Борлешть.
Село розташоване на відстані 260 км на північ від Бухареста, 17 км на південь від П'ятра-Нямца, 98 км на південний захід від Ясс, 138 км на північний схід від Брашова.

## Населення
За даними перепису населення 2002 року у селі проживали 287 осіб, усі — румуни. Усі жителі села рідною мовою назвали румунську.